# Општина Штиубиени (Ботошани)
Штиубиени (рум. Ştiubieni) општина је у Румунији у округу Ботошани.
Oпштина се налази на надморској висини од 149 m.